# Wanzl

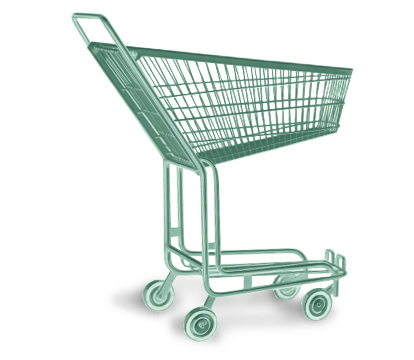
"Concentra" modello di carrello spesa del 1957

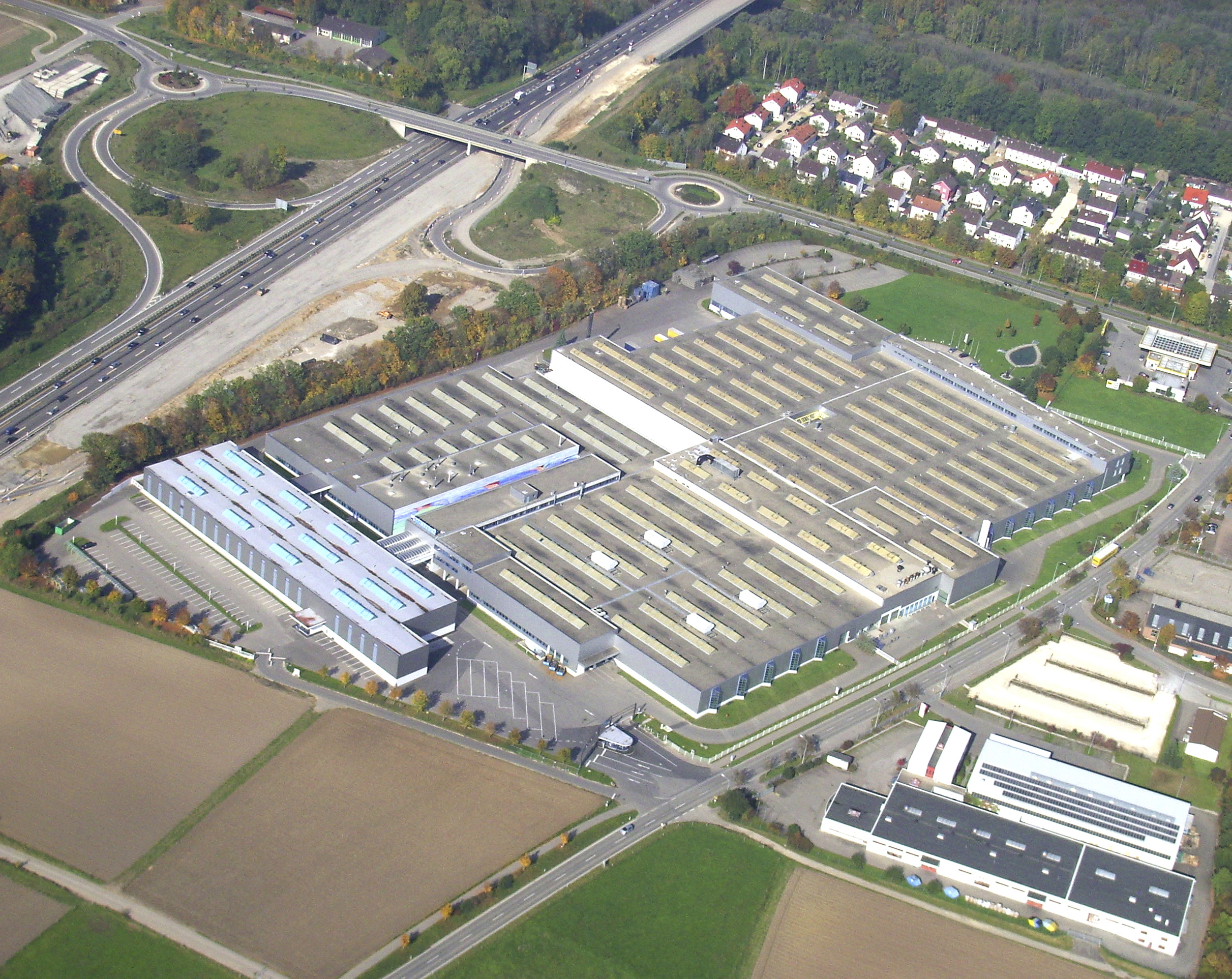
Stabilimento IV Leipheim

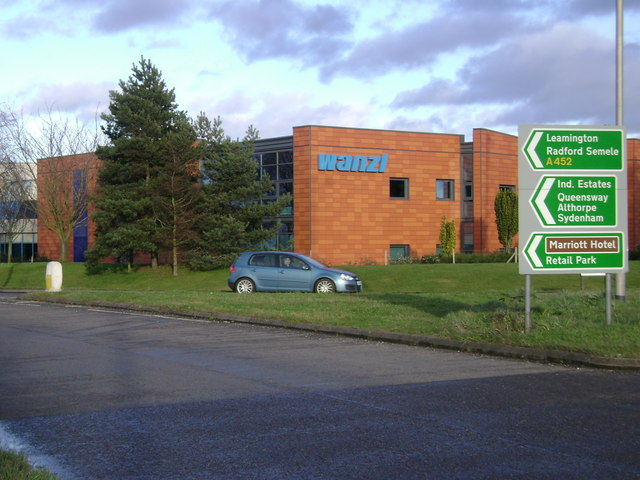
Filiale Wanzl di Warwick, UK

Wanzl è un'azienda tedesca con sede a Leipheim in Baviera specializzata nella produzione di carrelli spesa e carrelli portabagagli.
L'azienda ha circa 4.000 dipendenti in 22 paesi (dati del 2015). La produzione totale annua ammonta a circa 2,0 milioni di carrelli spesa.

## Storia
Nel 1918, Rudolf Wanzl Senior fondò una carpenteria a Giebau nei Sudeti (oggi parte della Repubblica Ceca), con produzione di bilance e macchine agricole, impegnando 20 dipendenti. Dopo il ritiro dei tedeschi dalla regione nel 1947, Rudolf Wanzl Junior stabilì la società a Leipheim con nuova produzione di bilance e relativa officina per riparazioni. L'ispirazione di concentrarsi sul concetto di self-service venne dalla vicina azienda NCR di Augusta che iniziava a produrre i primi registratori di cassa. La NCR ordinò cestini della spesa fatti a mano per la sua sala dimostrazioni.
Nello stesso tempo, la cooperative di consumo, con sede ad Amburgo, ordinarono a Wanzl 40 carrelli spesa e 100 cestini per l'apertura del primo negozio self-service di Germania. All'inizio degli anni 1950, Rudolf Wanzl durante un viaggio negli Stati Uniti incontrò Sylvan Goldman, inventore del carrello della spesa. Sul volo di ritorno R. Wanzl Senior progettò la sua versione di carrello spesa più manovrabile, che divenne poi il modello per tutti i carrelli spesa utilizzati oggi. 
Nel 1951 Wanzl brevettò il primo carrello spesa con un paniere fisso. Tre anni più tardi, i fratelli Siegel co-proprietari lasciarono l'azienda per fondare una propria attività. Questo il motivo per cui due i due grandi produttori di carrelli spesa in Germania si trovavano a Leipheim. Nel 1956 la ditta Wanzl aveva 74 dipendenti.

### Il 1960
Un nuovo impianto viene inaugurato a Kirchheim in Schwaben al fine di aumentare la capacità produttiva. Wanzl introduce i tornelli meccanici e passaggi clienti nella sua gamma di prodotti, per soddisfare la crescente richiesta dei supermercati tedeschi di ridurre i furti e per facilitare il flusso di clienti nei negozi. Nel 1966 la società Wanzl aveva 400 dipendenti.

### Il 1970
Seguendo l'espansione delle catene di supermercati tedeschi nei paesi limitrofi, vengono create le prime filiali internazionali. Per la prima volta vengono forniti i carrelli portabagagli alle Ferrovie federali tedesche. Con il programma di espansione dei siti produttivi viene realizzato un altro stabilimento in prossimità della stazione ferroviaria di Leipheim. Per un certo tempo, questo stabilimento ha avuto una propria linea ferroviaria. Nel 1978, l'azienda è stata onorata con il premio "Goldener Zuckerhut" per gli straordinari risultati ottenuti nel supporto al settore alimentare.

### Il 1980
L'azienda a conduzione familiare fornisce i carrelli portabagagli all'aeroporto di Francoforte, è la prima volta che vengono forniti carrelli ad un aeroporto. La peculiarità di questi carrelli è che possono essere utilizzati su scale mobili. Con l'intento di migliorare il supporto ai propri clienti, viene realizzato in Francia un nuovo stabilimento a Sélestat in Alsazia. La crescente popolarità di negozi “fai da te” e bricolage fanno incrementare ulteriormente la produzione di carrelli. Wanzl apre le proprie filiali nel Regno Unito e in Belgio. Nel 1989, Wanzl ha 1.600 dipendenti.

### Il 1990
Nel 1990, viene aperto lo stabilimento IV a Leipheim, vicino all'autostrada A8. Oggi, questo stabilimento è la sede principale della società. Nel 1991, Wanzl fonda la divisione Shop Solutions (arredamenti e scaffalature). D'ora in poi vi è la possibilità di seguire la progettazione di supermercati e fornire arredi, scaffalature, espositori e sistemi di vendita. Con la caduta della cortina di ferro, il concetto dei supermercati si estende anche verso l'Europa dell'Est, con la relativa apertura di nuovi mercati. Nel 1995 viene aperto un nuovo stabilimento produttivo in Repubblica Ceca, non lontano dalla città natale di Rudolf Wanzl. Nel 1998, dopo dieci anni come Managing Director, Gottfried Wanzl riceve da suo padre la gestione complessiva dell'azienda. La costante crescita dell'azienda con ordini come quello relativo ai carrelli porta bagagli richiesti dall'aeroporto di Hong Kong portano l'azienda ad un incremento di fatturato e dipendenti. Nel 1999, per la prima volta vengono prodotti, in un solo anno, un milione di carrelli spesa.

### Gli anni 2000
I mercato della grande distribuzione commerciale inizia ed essere saturo in Europa occidentale, mentre continua la loro crescita nei paesi in via di sviluppo. Nel 2001 viene aperta la filiale in Italia a Montichiari (provincia di Brescia) successivamente spostata nel 2005 a Travagliato (prov. di Bs) dove viene costruito un immobile di proprietà. Nel 2005 viene aperto lo stabilimento Wanzl a Shanghai con produzione ed uffici. L'aumento dell'E-commerce (commercio on-line) porta Wanzl ad ampliare la propria gamma di prodotti per includere carrelli per magazzini e picking-trolley. Anche ad alberghi ed Hotels vengono forniti per la prima volta carrelli speciali creando una nuova gamma. Al fallimento del concorrente Siegel, Wanzl reintegra gran parte della forza lavoro della società. Nello stesso anno Wanzl riceve il premio Bavarese di qualità. Con l'obbiettivo di sviluppare ulteriormente la divisione Shop Solutions (arredamenti per negozi) viene acquistata la Unseld, falegnameria con sede a Ulma.

### Anni 2010
Nel gennaio del 2012, Wanzl aumenta la sua partecipazione (iniziata nel 2006) al consorzio Nordamericano Technibilt, acquisendo il controllo al 100%.
L'11 febbraio 2012 scoppia un incendio all'impianto di galvanica presso lo stabilimento IV. L'impianto di 40 x 40 m brucia completamente con danni per decine di milioni. Due anni dopo l'incendio l'impianto di galvanica ricostruito presso lo stesso sito produttivo rientra in funzione.

## Divisioni

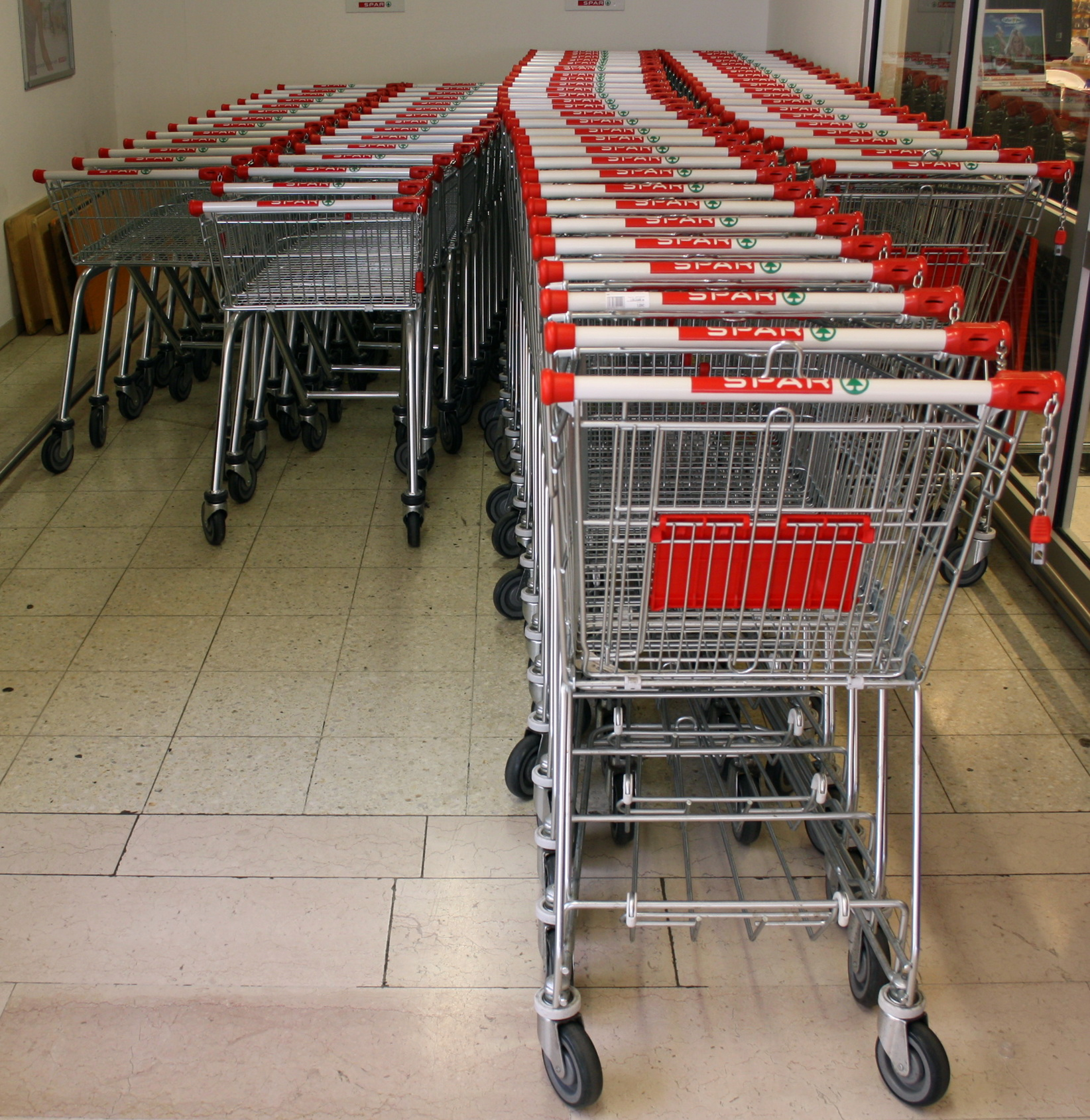
carrelli della spesa. A sinistra: gamma di prodotti EL; a destra: modelli DRC con base in filo per cassette e bevande

### Retail Systems/Shop Solutions
Oltre ai carrelli spesa in metallo, la società ormai da alcuni anni sta realizzando carrelli in plastica. Questa linea di prodotto della linea “Tango” vengono esportati in molti paesi europei. La gamma di prodotti comprende anche arredi per negozi, come scaffali, display, espositori, controllo accessi e soluzioni complete con servizi di installazione negozi.

### Logistics + Industry
Nel 2002, la gamma di prodotti per l'industria e logistica rientrano nella suddetta divisione d'azienda. Oltre ai picking trolleys (carrelli per raccolta ordini), e carrelli per trasporto merci l'azienda produce anche roll-container di vario genere e pallet container.

### Airport + Security Solutions
I carrelli portabagagli i sistemi di controllo accessi per ingressi in zone dedicate sono in uso presso stazioni ferroviarie ed aeroporti di tutto il mondo. I clienti includono i principali Hubs quali Aeroporto di Francoforte, Hong Kong International Airport e l'aeroporto Charles de Gaulle di Parigi. I carrelli portabagagli Wanzl sono presenti anche al terminal Eurostar della stazione St. Pancras di Londra.

### Hotel Service
Questa divisione creata nel 2006 offre attrezzature alberghiere come carrelli per lavanderia, carrelli per pulizia e servizio camere. I carrelli sono utilizzati anche su alcune navi da crociera come AIDA Cruises.

## Stabilimenti produttivi
Wanzl ha tre siti produttivi a Leipheim, uno a Kirchheim in Svevia uno in Francia (Sélestat), Repubblica Ceca (Hněvotín) e Cina (Shanghai).